# Charles Miller (polospeler)
Charles Darley Miller (Marylebone, 23 oktober 1868 - Putney, 22 december 1951) was een Brits polospeler.

## Biografie
Miller nam samen met zijn broer George deel aan de Olympische Zomerspelen van 1908 in Londen als lid van de Britse nationale poloploeg. Hij en zijn ploeg behaalden de gouden medaille.

## Belangrijkste resultaten

### Olympische Zomerspelen
| Jaar | Plaats | Discipline | Resultaat |
| ---- | ------ | ---------- | --------- |
| 1908 | Londen | polo       | Goud      |

1900: Beresford, Daly, Keene, Mackey, Rawlinson ·
1908: C. Miller, G. Miller, Nickalls, Wilson ·
1920: Barrett, Lockett, Melvill, Wodehouse ·
1924: Kenny, Miles, Naylor, Nelson, Padilla
1936: Andrada, Cavanagh, Duggan, Gazzotti